# Macropsis irrorata
Macropsis irrorata är en insektsart som beskrevs av Matsumura 1912. Macropsis irrorata ingår i släktet Macropsis och familjen dvärgstritar. Inga underarter finns listade i Catalogue of Life.